# ADAC TCR Germany Touring Car Championship 2021
La stagione 2021 dell'ADAC TCR Germany Touring Car Championship è la sesta edizione del campionato organizzato dalla ADAC. È iniziata il 16 maggio a Oschersleben ed è terminata il 7 novembre al Nürburgring. Luca Engstler, su Hyundai i30 N TCR, si è aggiudicato il titolo piloti, mentre la sua scuderia, la Engstler Motorsport, si è aggiudicata il titolo scuderie. Nico Gruber, su Hyundai i30 N TCR, si è aggiudicato il titolo piloti junior, mentre Roland Hertner, anch'egli su Hyundai i30 N TCR, si è aggiudicato il titolo piloti trophy.

## Piloti e scuderie
| Scuderia                         | Vettura                    | #  | Pilota               | Gare     |
| -------------------------------- | -------------------------- | -- | -------------------- | -------- |
| Wimmer Werk Motorsport           | Audi RS3 LMS TCR           | 5  | Peter Gross          | 1-6      |
| Wimmer Werk Motorsport           | CUPRA Leon Competición TCR | 6  | Eric Scalvini        | 1-7      |
| Wimmer Werk Motorsport           | CUPRA Leon Competición TCR | 56 | Günter Benninger     | 1-6      |
| Wimmer Werk Motorsport           | CUPRA Leon Competición TCR | 99 | Christian Voithöfer  | 1-6      |
| Hyundai Team Engstler            | Hyundai i30 N TCR          | 8  | Luca Engstler        | 1-6      |
| Hyundai Team Engstler            | Hyundai i30 N TCR          | 9  | Roland Hertner       | 1-7      |
| Hyundai Team Engstler            | Hyundai i30 N TCR          | 19 | Martin Andersen      | 1-7      |
| Hyundai Team Engstler            | Hyundai i30 N TCR          | 97 | Nico Gruber          | 1-7      |
| Albert Legutko Racing            | Honda Civic TCR            | 17 | Albert Legutko       | 1-7      |
| RC2 Junior Team                  | CUPRA Leon Competición TCR | 20 | Felipe Fernández     | 6        |
| RC2 Junior Team                  | CUPRA Leon Competición TCR | 37 | Sergio López         | 6        |
| JP Motorsport                    | Volkswagen Golf GTI TCR    | 21 | Szymon Ładniak       | 1-3      |
| Halder Motorsport                | Honda Civic Type R TCR     | 21 | Szymon Ładniak       | 6-7      |
| ROJA Motorsport by ASL Lichtblau | Hyundai i30 N TCR          | 22 | Robin Jahr           | 1-7      |
| MAIR Racing Osttirol             | Audi RS3 LMS TCR           | 23 | Sandro Soubek        | 2        |
| NordPass                         | Hyundai i30 N TCR          | 27 | Jonas Karklys        | 1-7      |
| Lubner Motorsport                | Opel Astra TCR             | 33 | Philipp Regensperger | 1-7      |
| Lubner Motorsport                | Opel Astra TCR             | 44 | Andreas Höfler       | 2        |
| Lubner Motorsport                | Opel Astra TCR             | 66 | Mario Klammer        | 2        |
| RaceSing                         | Hyundai i30 N TCR          | 34 | Patrick Sing         | 1-3, 5-7 |
| Honda ADAC Sachsen               | Honda Civic Type R TCR     | 47 | Christopher Röhner   | 3, 5     |
| Honda ADAC Sachsen               | Honda Civic Type R TCR     | 55 | Marcel Fugel         | 1-7      |
| Honda ADAC Sachsen               | Honda Civic Type R TCR     | 88 | Dominik Fugel        | 1-7      |
| Volkswagen Team Oettinger        | Volkswagen Golf GTI TCR    | 80 | René Kircher         | 1-6      |

## Calendario
| Gara | Gara | Circuito                      | Data         | Supporto                                        |
| ---- | ---- | ----------------------------- | ------------ | ----------------------------------------------- |
| 1    | G1   | Motorsport Arena Oschersleben | 16 maggio    | ADAC GT Masters ADAC GT4 Germany                |
| 1    | G2   | Motorsport Arena Oschersleben | 16 maggio    | ADAC GT Masters ADAC GT4 Germany                |
| 2    | G3   | Red Bull Ring                 | 12 giugno    | ADAC GT Masters ADAC GT4 Germany ADAC Formula 4 |
| 2    | G4   | Red Bull Ring                 | 13 giugno    | ADAC GT Masters ADAC GT4 Germany ADAC Formula 4 |
| 3    | G5   | EuroSpeedway Lausitz          | 11 settembre | ADAC GT Masters                                 |
| 3    | G6   | EuroSpeedway Lausitz          | 12 settembre | ADAC GT Masters                                 |
| 4    | G7   | Hockenheimring                | 18 settembre | ADAC Formula 4                                  |
| 4    | G8   | Hockenheimring                | 19 settembre | ADAC Formula 4                                  |
| 5    | G9   | Sachsenring                   | 2 ottobre    | ADAC GT Masters ADAC GT4 Germany ADAC Formula 4 |
| 5    | G10  | Sachsenring                   | 3 ottobre    | ADAC GT Masters ADAC GT4 Germany ADAC Formula 4 |
| 6    | G11  | Hockenheimring                | 23 ottobre   | ADAC GT Masters ADAC GT4 Germany ADAC Formula 4 |
| 6    | G12  | Hockenheimring                | 24 ottobre   | ADAC GT Masters ADAC GT4 Germany ADAC Formula 4 |
| 7    | G13  | Nürburgring                   | 6 novembre   | ADAC GT Masters ADAC GT4 Germany ADAC Formula 4 |
| 7    | G14  | Nürburgring                   | 7 novembre   | ADAC GT Masters ADAC GT4 Germany ADAC Formula 4 |

## Risultati e classifiche

### Gare
| Gara | Circuito       | Pole position   | Giro veloce     | Pilota vincitore | Scuderia vincitrice    |
| ---- | -------------- | --------------- | --------------- | ---------------- | ---------------------- |
| 1    | Oschersleben   | Martin Andersen | Luca Engstler   | Luca Engstler    | Hyundai Team Engstler  |
| 2    | Oschersleben   | Luca Engstler   | Luca Engstler   | Luca Engstler    | Hyundai Team Engstler  |
| 3    | Red Bull Ring  | Eric Scalvini   | Eric Scalvini   | Eric Scalvini    | Wimmer Werk Motorsport |
| 4    | Red Bull Ring  | Eric Scalvini   | Eric Scalvini   | Eric Scalvini    | Wimmer Werk Motorsport |
| 5    | Lausitz        | Luca Engstler   | Luca Engstler   | Luca Engstler    | Hyundai Team Engstler  |
| 6    | Lausitz        | Martin Andersen | Luca Engstler   | Luca Engstler    | Hyundai Team Engstler  |
| 7    | Hockenheimring | Eric Scalvini   | Eric Scalvini   | Eric Scalvini    | Wimmer Werk Motorsport |
| 8    | Hockenheimring | Luca Engstler   | Eric Scalvini   | Luca Engstler    | Hyundai Team Engstler  |
| 9    | Sachsenring    | Dominik Fugel   | Dominik Fugel   | Dominik Fugel    | Honda ADAC Sachsen     |
| 10   | Sachsenring    | Dominik Fugel   | Dominik Fugel   | Dominik Fugel    | Honda ADAC Sachsen     |
| 11   | Hockenheimring | Luca Engstler   | Luca Engstler   | Luca Engstler    | Hyundai Team Engstler  |
| 12   | Hockenheimring | Eric Scalvini   | Eric Scalvini   | Eric Scalvini    | Wimmer Werk Motorsport |
| 13   | Nürburgring    | Martin Andersen | Martin Andersen | Martin Andersen  | Hyundai Team Engstler  |
| 14   | Nürburgring    | Marcel Fugel    | Jonas Karklys   | Jonas Karklys    | NordPass               |